# Eleições estaduais na Bahia em 1994
As eleições estaduais na Bahia em 1994 aconteceram em 3 de outubro como parte das eleições gerais no Distrito Federal e em 26 estados. O resultado apontou uma vitória maciça do PFL que elegeu o governador Paulo Souto, o vice-governador César Borges, os senadores Antônio Carlos Magalhães e Waldeck Ornelas e fez as maiores bancadas entre os 39 deputados federais e 63 deputados estaduais eleitos. Como nenhum aspirante ao Palácio de Ondina somou a metade mais um dos votos válidos, houve um segundo turno em 15 de novembro e conforme a Constituição e a Lei nº 8.713, o vencedor tomaria posse a 1º de janeiro de 1995 para quatro anos de mandato.
Nascido em Caetité, o governador Paulo Souto foi radialista em Ilhéus e ao chegar em Salvador, trabalhou na Rádio Sociedade da Bahia durante o curso de Geologia na Universidade Federal da Bahia graduando-se em 1966. Ao voltar a Ilhéus, trabalhou junto à lavoura cacaueira e doutorou-se pela Universidade de São Paulo em 1973. Nomeado secretário de Minas e Energia em 1979 pelo governador Antônio Carlos Magalhães, foi mantido no cargo por João Durval Carneiro e em 1987, o presidente José Sarney o escolheu para dirigir a Superintendência do Desenvolvimento do Nordeste. Em 1990 foi eleito vice-governador na chapa de Antônio Carlos Magalhães a quem serviu como secretário de Indústria e Comércio. Renunciou, juntamente com o titular, para concorrer ao pleito de 1994, no qual foi eleito governador da Bahia pelo PFL.
Seu companheiro de chapa foi o engenheiro civil César Borges. Nascido em Salvador e formado pela Universidade Federal da Bahia, foi professor da instituição e antes trabalhou na iniciativa privada. Durante o governo de João Durval Carneiro presidiu a Junta Comercial da Bahia e foi chefe de gabinete da Secretaria da Indústria e Comércio. Filiado ao PFL elegeu-se deputado estadual em 1986 e 1990, pedindo licença para assumir a Secretaria de Recursos Hídricos no terceiro governo de Antônio Carlos Magalhães. Eleito vice-governador, assumiria o Palácio de Ondina em 1998 quando Paulo Souto renunciou para concorrer ao Senado Federal.

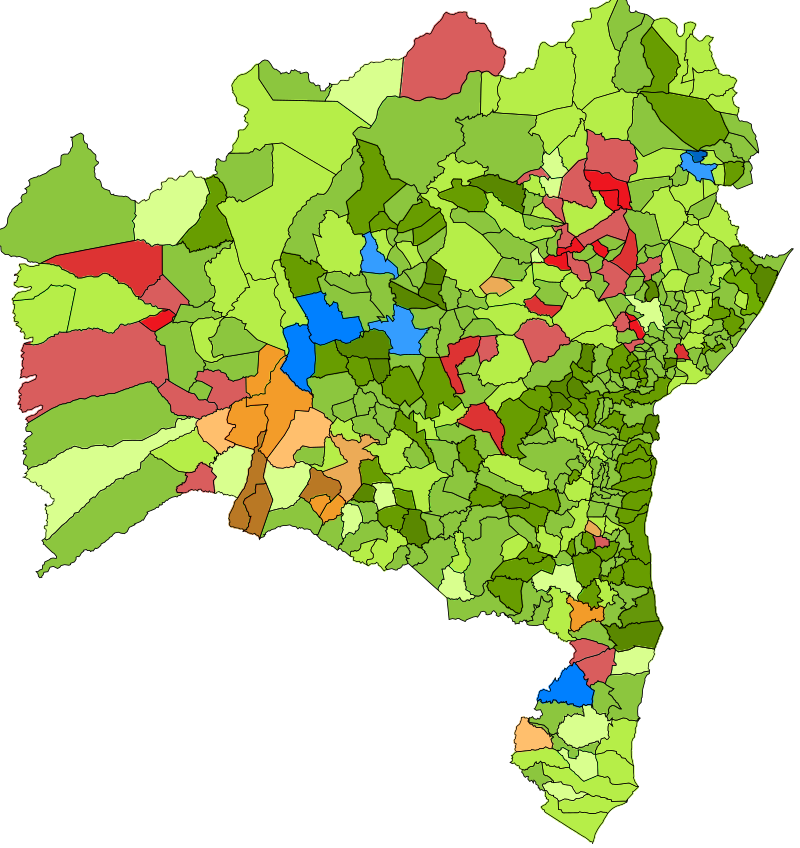
'Candidato mais votado por município no 1º turno (417): Paulo Souto Durval Carneiro Jutahy Magalhães Nilo Coelho

## Resultado da eleição para governador

### Primeiro turno
Conforme o Tribunal Superior Eleitoral houve 3.280.012 votos nominais (63,61%), 1.392.849 votos em branco (27,01%) e 483.519 votos nulos (9,38%) resultando no comparecimento de 5.156.380 eleitores (73,33%).
| Candidatos a governador do estado | Candidatos a vice-governador | Número | Coligação                                            | Votação   | Percentual |
| --------------------------------- | ---------------------------- | ------ | ---------------------------------------------------- | --------- | ---------- |
| Paulo Souto PFL                   | César Borges PFL             | 25     | Vontade do Povo (PFL, PPR, PTB, PP, PL, PSC)         | 1.617.127 | 49,30%     |
| João Durval Carneiro PMN          | Germano Tabacoff PDT         | 33     | Experiência, Democracia e Progresso (PMN, PDT)       | 829.646   | 25,29%     |
| Jutahy Magalhães Júnior PSDB      | Sérgio Gaudenzi PSDB         | 45     | Frente Bahia Popular (PSDB, PT, PSB, PPS, PCdoB, PV) | 463.331   | 14,13%     |
| Nilo Coelho PMDB                  | Sebastião Castro PMDB        | 15     | PMDB (sem coligação)                                 | 271.404   | 8,27%      |
| Álvaro Martins Santos PRN         | Ricardo Penalva PRN          | 36     | PRN, PSD, PTdoB                                      | 98.504    | 3,00%      |
| Fontes:                           |                              |        |                                                      |           |            |

### Segundo turno
Conforme o Tribunal Superior Eleitoral houve 3.812.702 votos nominais (87,28%), 75.722 votos em branco (1,73%) e 479.768 votos nulos (10,98%), resultando no comparecimento de 4.368.192 eleitores (62,12%).
| Candidatos a governador do estado | Candidatos a vice-governador | Número | Coligação                                      | Votação   | Percentual |
| --------------------------------- | ---------------------------- | ------ | ---------------------------------------------- | --------- | ---------- |
| Paulo Souto PFL                   | César Borges PFL             | 25     | Vontade do Povo (PFL, PPR, PTB, PP, PL, PSC)   | 2.235.659 | 58,64%     |
| João Durval Carneiro PMN          | Germano Tabacoff PDT         | 33     | Experiência, Democracia e Progresso (PMN, PDT) | 1.577.043 | 41,36%     |
| Fontes:                           |                              |        |                                                |           |            |

## Biografia dos senadores eleitos

### Antônio Carlos Magalhães
O senador mais votado foi Antônio Carlos Magalhães, médico formado pela Universidade Federal da Bahia e natural de Salvador. Também jornalista e empresário, ingressou na UDN e foi eleito deputado estadual em 1954 e deputado federal em 1958, 1962 e 1966, filiou-se à ARENA em apoio ao Regime Militar de 1964. Nomeado prefeito de Salvador nos últimos dias do governo Lomanto Júnior em 1967, foi mantido no cargo por Luís Viana Filho, tornando-se governador biônico da Bahia em 1970 e presidente da Eletrobras em 1975 antes de retornar ao governo do estado em 1978. Dissidente do PDS, deu apoio a Tancredo Neves na eleição presidencial de 1985 e comandou o Ministério das Comunicações no Governo Sarney, firmando-se como liderança nacional do PFL e ao sair do cargo elegeu-se governador da Bahia em 1990.

### Waldeck Ornelas
A outra vaga de senador ficou com o advogado Waldeck Ornelas, nascido em Ipiaú e graduado pela Universidade de Brasília. Assessor de órgãos da prefeitura de Salvador e do governo baiano, trabalhou na iniciativa privada antes de assumir a superintendência do Banco de Desenvolvimento da Bahia no segundo governo de Antônio Carlos Magalhães e a Secretaria de Planejamento no governo de João Durval Carneiro. Filiado ao PFL, foi eleito deputado federal em 1986 e 1990 tendo que se afastar da Câmara dos Deputados para voltar à Secretaria de Planejamento no terceiro governo Antônio Carlos Magalhães.

## Resultado da eleição para senador
Dados fornecidos pelo Tribunal Superior Eleitoral. Sete candidatos concorreram a duas vagas no Senado. O total de votos válidos foi 5.156.380 (73,33%).
| Candidatos a senador da República | Candidatos a suplente de senador                               | Número | Coligação                                            | Votação   | Percentual |
| --------------------------------- | -------------------------------------------------------------- | ------ | ---------------------------------------------------- | --------- | ---------- |
| Antônio Carlos Magalhães PFL      | Antônio Carlos Magalhães Júnior PFL Hélio Correia de Mello PFL | 252    | Vontade do Povo (PFL, PPR, PTB, PP, PL, PSC)         | 1.926.557 | 37,36%     |
| Waldeck Ornelas PFL               | Djalma Bessa PFL Gabriel Nunes PFL                             | 253    | Vontade do Povo (PFL, PPR, PTB, PP, PL, PSC)         | 1.291.382 | 25,04%     |
| Waldir Pires PSDB                 | Yolanda Pires de Souza PSDB Antônio Guerra Lima PSDB           | 452    | Frente Bahia Popular (PSDB, PT, PSB, PPS, PCdoB, PV) | 1.288.316 | 24,98%     |
| Zezéu Ribeiro PT                  | José Miranda Oliveira PT José Henrique Abobreira PT            | 132    | Frente Bahia Popular (PSDB, PT, PSB, PPS, PCdoB, PV) | 692.321   | 13,43%     |
| Marcelo Duarte PMDB               | Evaldo Gomes Martins PMDB Pedro Barroso Sobrinho PMDB          | 152    | PMDB (sem coligação)                                 | 354.189   | 6,87%      |
| Joviniano Neto PDT                | Maria José da Costa Almeida PDT Eduardo Lacerda Ramos PDT      | 122    | Experiência, Democracia e Progresso (PMN, PDT)       | 171.429   | 3,32%      |
| Ivan Carvalho PDT                 | Aristeu Barreto de Almeida PDT Evaldo Ângelo Santos PDT        | 123    | Força do Povo (PMN, PDT)                             | 160.185   | 3,11%      |
| Fontes:                           |                                                                |        |                                                      |           |            |

## Deputados federais eleitos
São relacionados os candidatos eleitos com informações complementares da Câmara dos Deputados. Conforme o Tribunal Superior Eleitoral, houve 2.907.863 votos nominais (56,39%), 945.473 votos em branco (18,33%) e 1.303.424 votos nulos (25,28%), resultando no comparecimento de 5.156.766 eleitores (73,34%).

Representação eleita
  PFL: 16
  PMDB: 6
  PSDB: 4
  PDT: 3
  PL: 2
  PSB: 2
  PT: 2
  PP: 1
  PTB: 1
  PPR: 1
  PCdoB: 1

| Deputados federais eleitos | Partido | Votação | Percentual | Cidade onde nasceu     | Unidade federativa |
| Luís Eduardo Magalhães     | PFL     | 138.084 | 4,75%      | Salvador               | Bahia              |
| Marcos Medrado             | PP      | 82.065  | 2,82%      | Salvador               | Bahia              |
| José Rocha                 | PFL     | 71.903  | 2,47%      | Coribe                 | Bahia              |
| Roland Lavigne             | PL      | 70.993  | 2,44%      | Una                    | Bahia              |
| Benito Gama                | PFL     | 69.540  | 2,39%      | Ituaçu                 | Bahia              |
| Félix Mendonça             | PTB     | 66.645  | 2,29%      | Conceição do Almeida   | Bahia              |
| Eujácio Simões             | PL      | 60.122  | 2,07%      | Itororó                | Bahia              |
| Eraldo Tinoco              | PFL     | 56.318  | 1,94%      | Ipiaú                  | Bahia              |
| José Carlos Aleluia        | PFL     | 54.236  | 1,87%      | Salvador               | Bahia              |
| Jorge Khoury               | PFL     | 53.852  | 1,85%      | Juazeiro               | Bahia              |
| Jairo Azi                  | PFL     | 51.615  | 1,78%      | Lamarão                | Bahia              |
| Jonival Lucas              | PFL     | 47.388  | 1,63%      | Sapeaçu                | Bahia              |
| Roberto Santos             | PSDB    | 45.885  | 1,58%      | Salvador               | Bahia              |
| Pedro Irujo                | PMDB    | 44.223  | 1,52%      | Pamplona               | Espanha            |
| Simara Ellery              | PMDB    | 43.285  | 1,49%      | Recife                 | Pernambuco         |
| Prisco Viana               | PPR     | 43.377  | 1,46%      | Caetité                | Bahia              |
| Jairo Carneiro             | PFL     | 42.247  | 1,45%      | Feira de Santana       | Bahia              |
| Domingos Leonelli          | PSDB    | 42.218  | 1,45%      | Salvador               | Bahia              |
| Luiz Moreira               | PFL     | 42.070  | 1,45%      | Jequié                 | Bahia              |
| Aroldo Cedraz              | PFL     | 41.452  | 1,43%      | Valente                | Bahia              |
| Manoel Castro              | PFL     | 41.423  | 1,42%      | Salvador               | Bahia              |
| Haroldo Lima               | PCdoB   | 39.043  | 1,34%      | Caetité                | Bahia              |
| Cláudio Cajado             | PFL     | 36.678  | 1,33%      | Salvador               | Bahia              |
| Leur Lomanto               | PFL     | 38.093  | 1,31%      | Jequié                 | Bahia              |
| Ubaldino Júnior            | PSB     | 37.690  | 1,30%      | Nanuque                | Minas Gerais       |
| Coriolano Sales            | PDT     | 35.997  | 1,24%      | Santa Teresinha        | Bahia              |
| Geddel Vieira Lima         | PMDB    | 34.770  | 1,20%      | Salvador               | Bahia              |
| Luiz Braga                 | PFL     | 33.997  | 1,17%      | Salvador               | Bahia              |
| Sérgio Carneiro            | PDT     | 33.988  | 1,17%      | Feira de Santana       | Bahia              |
| Nestor Duarte              | PMDB    | 33.916  | 1,17%      | Salvador               | Bahia              |
| Ursicino Queiroz           | PFL     | 33.754  | 1,16%      | Santo Antônio de Jesus | Bahia              |
| Alcides Modesto            | PT      | 30.511  | 1,05%      | Remanso                | Bahia              |
| Jaques Wagner              | PT      | 30.033  | 1,03%      | Rio de Janeiro         | Rio de Janeiro     |
| João Almeida               | PMDB    | 29.904  | 1,03%      | Brejões                | Bahia              |
| João Leão                  | PSDB    | 29.135  | 1,00%      | Recife                 | Pernambuco         |
| Mário Negromonte           | PSDB    | 28.966  | 1,00%      | Recife                 | Pernambuco         |
| Fernando Gomes             | PMDB    | 26.865  | 0,92%      | Itabuna                | Bahia              |
| Beto Lélis                 | PSB     | 24.395  | 0,84%      | Ibipeba                | Bahia              |
| Severiano Alves            | PDT     | 22.222  | 0,76%      | Antas                  | Bahia              |
| Fontes:                    |         |         |            |                        |                    |

## Deputados estaduais eleitos
Estavam em jogo 63 vagas na Assembleia Legislativa da Bahia.

Representação eleita
  PFL: 19
  PMDB: 9
  PL: 7
  PSDB: 7
  PT: 5
  PDT: 4
  PTB: 4
  PP: 3
  PPR: 2
  PSB: 1
  PCdoB: 1
  PMN: 1

Fonteː
| Número  | Deputados estaduais eleitos     | Partido | Votação | Percentual | Cidade onde nasceu      | Unidade federativa |
| 22119   | Otto Alencar                    | PL      | 103.451 | 3,32%      | Ruy Barbosa             | Bahia              |
| 25110   | Paulo Magalhães                 | PFL     | 55.783  | 1,79%      | Salvador                | Bahia              |
| 25170   | José Ronaldo de Carvalho        | PFL     | 53.388  | 1,71%      | Paripiranga             | Bahia              |
| 25101   | Carlos Gaban                    | PFL     | 42.140  | 1,35%      | Mococa                  | São Paulo          |
| 14122   | Maria Luiza Dias Laudano        | PTB     | 40.583  | 1,30%      | Pojuca                  | Bahia              |
| 25111   | José Carlos Araújo              | PFL     | 40.092  | 1,28%      | Salvador                | Bahia              |
| 22110   | Horácio de Matos Neto           | PL      | 34.706  | 1,11%      | Piatã                   | Bahia              |
| 22111   | Luciano Simões                  | PL      | 34.518  | 1,11%      | Salvador                | Bahia              |
| 22231   | Luiz Bezerra Sobral             | PL      | 34.479  | 1,10%      | Garanhuns               | Pernambuco         |
| 25145   | José Nunes Soares               | PFL     | 32.110  | 1,03%      | Belém do São Francisco  | Pernambuco         |
| 25163   | Robério Nunes                   | PFL     | 32.082  | 1,03%      | Macaúbas                | Bahia              |
| 25144   | Baltazarino Andrade             | PFL     | 31.164  | 1,00%      | Frei Paulo              | Bahia              |
| 14144   | Artur Napoleão de Carneiro Rêgo | PTB     | 29.645  | 0,95%      | Salvador                | Bahia              |
| 22200   | Marcelo de Oliveira Guimarães   | PL      | 29.444  | 0,94%      | Salvador                | Bahia              |
| 25104   | Osvaldo José de Souza           | PFL     | 28.658  | 0,92%      | Itiruçu                 | Bahia              |
| 25188   | Clóvis Ferraz                   | PFL     | 27.492  | 0,88%      | Tremedal                | Bahia              |
| 14118   | João Bonfim                     | PTB     | 27.474  | 0,88%      | Brumado                 | Bahia              |
| 45122   | Angelo Coronel                  | PSDB    | 27.256  | 0,87%      | Coração de Maria        | Bahia              |
| 22222   | Pedro Alcântara de Souza        | PL      | 26.762  | 0,86%      | Campo Alegre de Lourdes | Bahia              |
| 12133   | João Henrique Carneiro          | PDT     | 26.455  | 0,85%      | Feira de Santana        | Bahia              |
| 25108   | Jailton Luís Dourado França     | PFL     | 25.490  | 0,82%      | Irecê                   | Bahia              |
| 25133   | Zelinda Novaes                  | PFL     | 24.717  | 0,79%      | Iguaí                   | Bahia              |
| 25183   | Joel de Souza Neiva             | PFL     | 24.120  | 0,77%      | Conceição do Almeida    | Bahia              |
| 13211   | Nelson Pelegrino                | PT      | 23.171  | 0,74%      | Salvador                | Bahia              |
| 25118   | Luiz de Deus                    | PFL     | 22.632  | 0,73%      | Brejo Grande            | Bahia              |
| 45110   | Marcelo Nilo                    | PSDB    | 22.531  | 0,72%      | Antas                   | Bahia              |
| 25115   | Reinaldo Teixeira Braga         | PFL     | 22.354  | 0,72%      | Xique-Xique             | Bahia              |
| 15185   | Cristóvão Ferreira              | PMDB    | 22.229  | 0,71%      | Salvador                | Bahia              |
| 25155   | Heraldo Eduardo Rocha           | PFL     | 22.073  | 0,71%      | Itaperuna               | Rio de Janeiro     |
| 15221   | Tarcízio Pimenta                | PMDB    | 21.606  | 0,69%      | Feira de Santana        | Bahia              |
| 22112   | Rubem Carneiro da Silva         | PL      | 21.351  | 0,68%      | Serrinha                | Bahia              |
| 45145   | Arnando Lessa Silveira          | PSDB    | 20.443  | 0,66%      | Castro Alves            | Bahia              |
| 25125   | Paulo de Carvalho Câmera        | PFL     | 20.426  | 0,65%      | Salvador                | Bahia              |
| 25190   | Edmon Lucas                     | PFL     | 20.125  | 0,64%      | Itajuípe                | Bahia              |
| 25158   | Isaac Marambaia dos Santos      | PFL     | 19.635  | 0,63%      | Gandu                   | Bahia              |
| 25181   | José Joaquim de Santana         | PFL     | 19.392  | 0,62%      | Campo Formoso           | Bahia              |
| 14110   | Antônio Honorato de Castro Neto | PTB     | 19.197  | 0,62%      | Salvador                | Bahia              |
| 15108   | Osmar Ramos                     | PMDB    | 18.633  | 0,60%      | São Francisco do Conde  | Bahia              |
| 11166   | Márcio Montenegro de Oliveira   | PPR     | 17.794  | 0,57%      | Caetité                 | Bahia              |
| 15105   | Edmundo Pereira Santos          | PMDB    | 17.777  | 0,57%      | Brumado                 | Bahia              |
| 15126   | Clóvis Ribeiro Flôres           | PMDB    | 17.517  | 0,56%      | Condeúba                | Bahia              |
| 15211   | Paulo Ernesto Ribeiro da Silva  | PMDB    | 17.016  | 0,55%      | Campos dos Goytacazes   | Rio de Janeiro     |
| 39220   | Jurandy Oliveira                | PP      | 16.015  | 0,51%      | Ipirá                   | Bahia              |
| 12111   | Targino Machado                 | PDT     | 15.837  | 0,51%      | Salvador                | Bahia              |
| 15107   | Luís Carlos Souza Amaral        | PMDB    | 15.830  | 0,51%      | Jequié                  | Bahia              |
| 45171   | Renato Borges da Costa          | PSDB    | 15.369  | 0,49%      | Itiruçu                 | Bahia              |
| 45185   | Maria del Carmen                | PSDB    | 14.943  | 0,48%      | A Cañiza                | Espanha            |
| 33233   | José Carlos Marques da Silva    | PMN     | 14.383  | 0,46%      | Botuporã                | Bahia              |
| 65222   | Alice Portugal                  | PCdoB   | 14.060  | 0,45%      | Salvador                | Bahia              |
| 45198   | Zezito Pena                     | PSDB    | 13.755  | 0,44%      | São Sebastião do Passé  | Bahia              |
| 15160   | Walguimar Cotrim Pires          | PMDB    | 13.751  | 0,44%      | Fernandópolis           | São Paulo          |
| 12212   | Paulo Braga Miranda             | PDT     | 13.742  | 0,44%      | Senhor do Bonfim        | Bahia              |
| 39111   | José Magalhães Filho            | PP      | 13.615  | 0,44%      | Parnamirim              | Pernambuco         |
| 15125   | Yvonilton Borges Gonçalves      | PMDB    | 13.540  | 0,43%      | Salvador                | Bahia              |
| 39101   | Paulo Roberto de Souza Carneiro | PP      | 13.453  | 0,43%      | Salvador                | Bahia              |
| 45102   | Otoniel Fagundes Saraiva        | PSDB    | 13.377  | 0,43%      | Alagoinhas              | Bahia              |
| 11122   | Raimundo Nonato Santos          | PPR     | 12.443  | 0,40%      | Amargosa                | Bahia              |
| 13123   | Maria José Rocha                | PT      | 12.243  | 0,39%      | Salvador                | Bahia              |
| 12138   | José Malta Maia                 | PDT     | 10.817  | 0,35%      | Salvador                | Bahia              |
| 13131   | Guilherme Menezes               | PT      | 10.459  | 0,34%      | Iguaí                   | Bahia              |
| 13140   | Frei Dilson Batista Santiago    | PT      | 10.342  | 0,33%      | Canavieiras             | Bahia              |
| 40150   | Arnaldo Alves Teixeira          | PSB     | 10.203  | 0,33%      | Macarani                | Bahia              |
| 13132   | Paulo Jackson                   | PT      | 9.948   | 0,32%      | Caetité                 | Bahia              |
| Fontes: |                                 |         |         |            |                         |                    |